# Mitt bästa för dig
"Mitt bästa för dig" är en sång från 1990 med det svenska rockbandet Grymlings, skriven av Pugh Rogefeldt. Den finns med som öppningsspår på bandets debutalbum Grymlings (1990), men utgavs även som singel samma år.
"Mitt bästa för dig" blev en stor hit och låg 23 veckor på Svensktoppen 1990–1991, 14 av dessa på förstaplatsen. Kent Finell valde 1992 ut låten som en av de 50 bästa Svensktoppslåtarna någonsin.
Låten spelades in under sommaren 1990 på Mikael Rickfors gård Grymlings på Gotland med Lasse Lindbom som producent. Även b-sidan "Om jag inte får bli din" spelades in under samma tillfälle och fanns också med på debutalbumet.
Förutom Grymlings har "Mitt bästa för dig" spelats in av flera andra artister. Sten & Stanley tolkade låten på Musik, dans & party 6, Contrazt på Vol. 2 och Mats Bergmans på Mats Bergmans (alla 1991). I den utgåva som Sten & Stanley spelade in använde de ordet "turalleri" i stället för "tyranneri". Något som de sedan ändrade vid live-spelningar. 2005 spelade Rogefeldt in en ny version på albumet Opluggad Pugh. I den tredje säsongen av TV-programmet Så mycket bättre (2012) framförde Maja Ivarsson låten. Låten förekommer i sin ursprungsversion även på Pugh Rogefeldts samlingsalbum Dä va då dä från 2012.

## Låtlista
1. "Mitt bästa för dig" (Pugh Rogefeldt) – 4:19
2. "Om jag inte får bli din" (Göran Lagerberg, Magnus Lindberg) – 3:35

## Medverkande

### Grymlings
- Göran Lagerberg
- Magnus Lindberg
- Mikael Rickfors
- Pugh Rogefeldt

### Övriga
- Micke "Nord" Andersson – gitarr
- Janne Gröning – exekutiv producent
- Lasse Lindbom – producent
- Micke Lyander – tekniker
- Hasse Olsson)
- Johan Åkerfeldt – trummor

### Fotnoter
1. 1 2 3 4  ”"Mitt bästa för dig"”. Svensk mediedatabas. http://smdb.kb.se/catalog/search?q=rogefeldt+mitt+b%C3%A4sta+f%C3%B6r+dig&sort=OLDEST. Läst 22 januari 2013.
2. ↑  ”Svensktoppen 1990”. Sveriges Radio. http://sverigesradio.se/diverse/appdata/isidor/files/2023/3486.txt. Läst 21 januari 2013.
3. ↑  ”Svensktoppen 1991”. Sveriges Radio. http://sverigesradio.se/diverse/appdata/isidor/files/2023/3487.txt. Läst 21 januari 2013.
4. ↑  Gradvall et al (2009), #736